# Alessia Pantarotto
Alessia Pantarotto (San Donà di Piave, 26 luglio 1991) è una rugbista a 15 italiana, il cui ruolo è quello di seconda linea.

## Biografia
Proveniente dalla danza moderna, si avvicinò al rugby intorno ai 15 anni ed entrò nel San Donà, club con cui si mise in luce a livello nazionale tanto da essere convocata, già a 18 anni, dapprima ai raduni della squadra federale giovanile e successivamente a quelli della nazionale maggiore.
Nel 2009 si trasferì al Riviera di Mira, con cui nei primi 5 anni di militanza giunse ad altrettante finali-scudetto consecutive, quattro contro le Red Panthers di Treviso (benché nella prima, quella del 2010, fosse rimasta in panchina) e una, l'ultima, contro il Monza, per complessivi tre titoli di campione d'Italia.
L'esordio internazionale fu a Rovereto il 15 maggio 2012 contro l'Inghilterra al campionato europeo (sconfitta 8-32).
In seguito sopraggiunsero le partecipazioni ai Sei Nazioni 2013, 2014 e 2015, quest'ultimo il più recente appuntamento internazionale della giocatrice.
Dopo tre anni di inattività dovuti sia alla pandemia di COVID-19 che alla nascita del figlio avuto con suo marito Federico Zani, giocatore del Benetton, si è trasferita alle Red Panthers, squadra femminile del club trevigiano della quale Zani è allenatore.

## Palmarès
- Campionati italiani: 3
Riviera: 2009-10, 2011-12, 2012-13